# ラミン・ユール・ジャバテ
ラミン・ユール・ジャバテ （Lamine Youl Diabate' 1962年 - ）は、ギニアのコナクリ出身のジェンベ奏者、俳優。吟遊詩人（現地ではグリオと呼ぶ）のマンディンカ族の家系に生まれた。
1987年にセネガルへと移住し、本格的にジェンベ奏者としての活動を開始し、TVや映画に俳優として出演もした。1992年には初来日し、当時まだいなかったジェンベ奏者として話題を集め、以降は日本を中心に活動を始める。現在は沖縄県在住でママディ・ケイタとのツアーや妻のジャバテ・ミナとのYOUL & WARA.BAのユニットなどで活動している。
2001年、2002年にはNHK教育テレビジョンの『みんなの広場だ!わんパーク』に出演している。